# Ma mondialisation
Pour plus de détails, voir Fiche technique et Distribution.
Ma mondialisation est un documentaire français réalisé par Gilles Perret et sorti en 2006.

## Fiche technique
- Titre : Ma mondialisation
- Réalisation :  Gilles Perret
- Photographie : Olivier Paturet et Gilles Perret
- Son : Loïc Favel et Didier Froideveaux
- Montage : Alain Robiche
- Musique : Marc Perrone
- Production : Mécanos Productions - La Vaka
- Pays :  France
- Genre : documentaire
- Durée : 86 minutes
- Date de sortie : France - 15 novembre 2006

## Distribution
- Yves Bontaz
- Frédéric Lordon

## Distinctions
- Prix « Hors frontières » aux 16èmes rencontres du film documentaire Traces de vie (Clermont-Ferrand / Vic-le-Comte, novembre 2006)[1]